# Économétrie
L'économétrie est une branche de la science économique  qui a pour objectif d'estimer et de tester les modèles économiques.
L'économétrie en tant que discipline naît dans les années 1930 avec la création de la société d'économétrie par Irving Fisher et Ragnar Frisch (1930) et la création de la revue Econometrica (1933). Depuis lors, l'économétrie n'a cessé de se développer et de prendre une importance croissante au sein de la science économique.
L'économétrie théorique se focalise essentiellement sur deux questions, l'identification et l'estimation statistique.
L'économétrie appliquée utilise les méthodes économétriques pour comprendre des domaines de l'économie comme l'analyse du marché du travail, l'économie de l'éducation ou encore tester la pertinence empirique des modèles de croissance.
L'économétrie appliquée utilise aussi bien des données issues d'un protocole expérimental, que ce soit une expérience de laboratoire ou une expérience de terrain, que des données issues directement de l'observation du réel sans manipulation du chercheur. Lorsque l'économètre utilise des données issues directement de l'observation du réel, il est fréquent d'identifier des expériences naturelles pour retrouver une situation quasi-expérimentale. On parle parfois de révolution de crédibilité, terme controversé, pour désigner l'essor fulgurant de ces méthodes de recherche dans la discipline, et en économie en général.

## Histoire

### Naissance
L'économétrie est née autour des années 1930. Elle hérite toutefois des développements de la statistique réalisés au cours du XIXe siècle et au début du XXe siècle. avec la création de la société d'économétrie et de la Cowles commission aux États-Unis d'une part et au département d'économie appliquée de l'université de Cambridge au Royaume-Uni d'autre part.
Néanmoins, certains auteurs comme Mary Morgan ou Philippe Le Gall se sont attachés à montrer qu'il a existé avant les années 1930 des programmes scientifiques qui se rapprochent de l'économétrie, notamment par la volonté de rapprocher l'économie et les statistiques. En Angleterre, William Stanley Jevons avait tenté de combiner ainsi l'économie et les statistiques. Aux États-Unis, Henry Ludwell Moore avait effectué un effort similaire en 1908. En France, Le Gall voit dans les travaux d'Augustin Cournot, de Jean-Edmond Briaune et de Jules Regnault des précurseurs de l'économétrie au XIXe siècle. Ensuite, il considère une seconde génération au début du XXe siècle avec Lucien March, Henry Bunle et Marcel Lenoir.
Le premier prix Nobel de sciences économiques fut attribué en 1969 conjointement aux deux principaux fondateurs de l'économétrie : Ragnar Frisch et Jan Tinbergen. Au cours des années 1940, la Cowles Commission, un groupe de recherche travaillant à l'université de Chicago puis à l'université de Yale, a construit les bases de la méthode économétrique en relation avec l'analyse économique, le calcul des probabilités et la statistique mathématique.

### Société d'économétrie et Cowles Commission
C'est avec la création de la société d'économétrie et de la Cowles Commission que l'économétrie se dote d'un cadre institutionnel.
La société d'économétrie est fondée le 29 décembre 1930 à Cleveland.
En 1930, Ragnar Frisch et Irving Fisher fondent la Société d'économétrie (Econometric society) dont l'objet essentiel est de « favoriser les études à caractère quantitatif qui tendent à rapprocher le point de vue théorique du point de vue empirique dans l’exploration des problèmes économiques », puis en 1933, Frisch crée la revue Econometrica qui devient le principal véhicule de la pensée économétrique.
Les travaux de la Cowles Commission for Research in Economics (groupe de recherche créé en 1932 à l'université du Colorado, qui s'installe à l'université de Chicago puis à l'université Yale.
On attribue l'origine du terme économétrie à Ragnar Frisch. Dans son éditorial du premier numéro de la revue Econometrica, il définit les objectifs de l'économétrie : « Son principal objectif devrait être de promouvoir les études qui visent à l'unification des approches quantitatives théoriques et empiriques des problèmes économiques et qui sont mues par une pensée constructive et rigoureuse similaire à celle qui domine dans les sciences naturelles (Frisch 1933). »

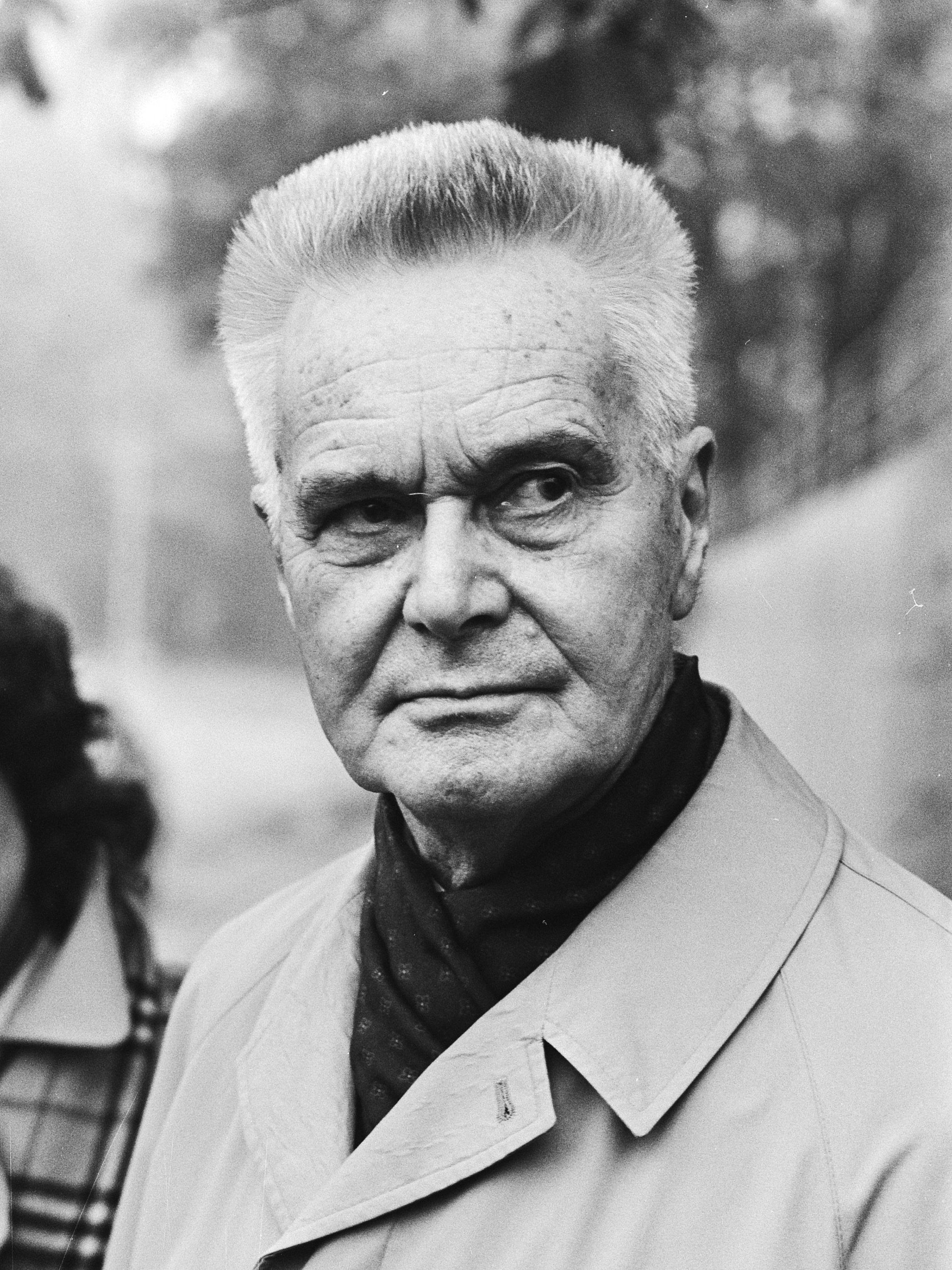
Jan Tinbergen propose en 1939 le premier modèle économétrique.

En 1935, Jan Tinbergen présente au meeting de la société d'économétrie de Namur un premier modèle économétrique. Il est ensuite embauché par la société des Nations pour tester la pertinence de la théorie du cycle des affaires et publie ses résultats en 1939,. John Maynard Keynes s'oppose vivement à la méthode de Tinbergen.
La première avancée importante de l'économétrie provient d'une solution formelle au problème d'identification. On dit qu'un modèle est identifiable si tous ses paramètres peuvent être obtenus à partir de la distribution jointe des variables observables.
Les travaux de la Cowles commission portent essentiellement sur l'identification et l'estimation du modèle à équations simultanées.

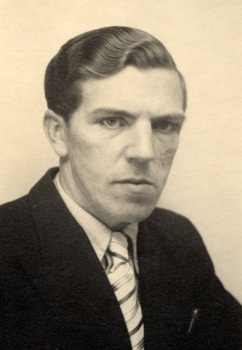
Trygve Haavelmo a reçu le prix Nobel d'économie en 1989 pour sa contribution à l'économétrie, notamment avec l'article publié en 1944 dans la revue Econometrica.

En 1944, Trygve Haavelmo publie un article fondamental dans Econometrica intitulé The Probability Approach in Econometrics dans lequel il défend l'idée que les modèles économiques doivent être probabilistes de manière à pouvoir être cohérents avec les données.
- 1945/1950 : Lawrence Klein présente les premiers modèles dont la solution est obtenue par la méthode du maximum de vraisemblance.
- 1954 : Henri Theil et Robert Basmann introduisent la méthode des doubles moindres carrés.
- 1955 : premier modèle prévisionnel conçu par Klein/Goldberger.

Les années 1960 ont vu le développement des modèles décrivant l'activité économique par des systèmes d'équations de grande taille (notamment les travaux de Lawrence Klein, Prix Nobel d'économie en 1980, de Henri Theil, ou ceux plus méthodologiques de Denis Sargan).
À partir du milieu des années 1970, les méthodes issues de l'analyse des séries chronologiques ont profondément imprégné l'économétrie (méthodes de George E. P. Box et Gwilym M. Jenkins, modèles dynamiques multidimensionnels et théorie de la non-causalité développés par Clive Granger et Christopher Sims). La microéconométrie est également apparue dans les années 1970 et 1980, grâce en particulier aux travaux de Zvi Grilliches, ainsi que de Daniel L. McFadden et James J. Heckman, tous deux Prix Nobel d'économie en 2000.
Dans les années 1960 et années 1970, l'avancée des technologies de l'information entraîne l'apparition de modèles macroéconomiques conçus à des fins de prévision. Par exemple, le modèle de Brookings comprend 400 équations. Après 1970 furent utilisés des modèles standards comme celui de Wharton.
Le développement de la puissance de calcul des ordinateurs et de bases de données microéconomiques ont permis le développement de la microéconométrie avec les travaux de James Tobin sur le modèle tobit, de Mundlak sur les modèles à effets fixes (1961), les travaux de James Heckman sur les modèles de sélection, les travaux de Daniel McFadden sur les modèles de choix discret et les travaux de James Heckman et Burton Singer sur les modèles de durée (1984),.

À partir des années 1960, on assiste à la naissance de l'économétrie des données de panel. On appelle panel des données dans lesquelles on observe une unité statistique (individu, entreprise, ménage, État) à différents moments dans le temps. Ces données permettent de contrôler l'hétérogénéité individuelle qui ne peut être mesurée par les variables observées.

#### Diffusion des travaux de la société d'économétrie en France
Marianne Fischman et Emeric Lendjel ont analysé l'intérêt que portent les membres du groupe X-CRISE à l'économétrie dès les années 1930. Ils partagent en effet avec les membres de la société d'économétrie le souci de comprendre la crise économique. Robert Gibrat constitue avec Georges Guillaume au sein de X-crise un groupe de travail sur l'économétrie. Il propose régulièrement des « Notes sur l'économétrie » permettant aux membres d'X-crise de se tenir au courant. François Divisia participe à la société d'économétrie. Toutefois, les auteurs expliquent qu'X-crise a davantage été un lieu de diffusion des travaux économétriques qu'un lieu de recherche.

### Importance croissante de l'économétrie dans le champ de la science économique
Dans une étude publiée en 2006, les économistes Kim, Morse et Zingales ont classifié les articles publiés dans les principales revues d'économie et ayant reçu un grand nombre de citations selon que leur contribution principale était théorique, empirique ou méthodologique. Au début des années 1970, seulement 11 % des articles les plus cités étaient empiriques alors qu'à la fin des années 1990, 60 % des articles les plus cités sont des études empiriques et quantitatives. Cette évolution témoigne d'une transformation profonde de la science économique qui a été critiquée notamment en n'étant pas aussi descriptive qu'elle pourrait le laisser croire.

## Méthode de l'économétrie
Les différents domaines de l'économétrie partagent une méthodologie statistique commune. Des applications plus spécifiques utilisent des procédures propres de traitement des données que nous évoquerons dans les deux sections suivantes.

### Le modèle de régression
Les méthodes statistiques de l'économétrie sont construites à partir du modèle de régression qui est une structure mathématique décrivant la réaction d'une variable à d'autres variables en présence d'éléments aléatoires inobservables. Soit une grandeur Y (par exemple la demande d'un ménage ou le nombre de chômeurs) que l'on observera pour différents ménages ou différentes périodes de temps.

### Les extensions du modèle de régression
L'économétrie des modèles mal spécifiés qui se demande quelles caractéristiques du phénomène peuvent être exhibées ou supprimées par l'approximation a été développé pour surmonter les limites des modèles de régression. Une autre stratégie pour surmonter les limites des modèles de régression consiste à rendre de plus en plus complexes les modèles étudiés. Les modèles linéaires sont remplacés par exemple par des polynômes ou par des modèles non linéaires plus élaborés. On peut aussi adopter, ce qui est de plus en plus courant, une approche « non paramétrique ».

### Les méthodes statistiques de l'économétrie structurelle

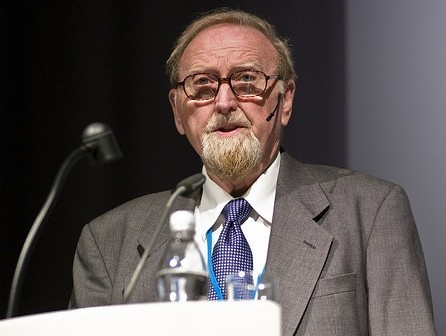
Clive Granger a reçu le prix Nobel d'économie 2003 avec Robert Engle pour leurs analyses économiques des séries temporelles. Engle est un pionnier des modèles ARCH (AutoRegressive Conditional Heteroskedasticity) et Granger a développé la méthode de cointégration.

Malgré ses différents prolongements, le modèle de régression n'est pas adapté à l'estimation de modèles structurels. La théorie des équations simultanées constitue la première extension du modèle de régression ayant permis de considérer une situation d'équilibre ; elle a joué un rôle majeur en économétrie. Les modèles développés dans le cadre de cette théorie sont caractérisés par plusieurs équations, comme le modèle d'offre et de demande précédemment évoqué, dont la résolution permet de calculer l'équilibre. Très schématiquement, la considération de plusieurs équations transforme des variables exogènes en endogènes. Les méthodes statistiques habituelles (estimation des moindres carrés) ne permettent alors pas d'estimer les équations structurelles et de nouvelles procédures statistiques ont dû être établies (doubles moindres carrés, triples moindres carrés).
À la suite des travaux notamment de Lars P. Hansen, une approche assez générale de l'économétrie structurelle s'est développée : la méthode des moments généralisée (G.M.M.). Chaque agent ou type d'agent est représenté comme effectuant ses choix par une opération de maximisation d'un objectif, ce qui se traduit par la résolution d'une équation. Cette équation s'obtient en annulant les dérivées partielles par rapport aux variables de choix de l'objectif, et constitue la condition du premier ordre de la maximisation. On suppose que cette condition n'est en fait réalisée qu'en moyenne (d'où le nom de méthode des moments), ce qui permet l'introduction d'erreurs et de variables inobservables. L'ensemble des comportements des différents agents est modélisé alors par un système de conditions dont se déduit l'estimation des éléments inconnus à partir des données observées. Les travaux les plus récents de l'économétrie relâchent la notion de moyenne et associent de manière plus complexe les relations de comportements des agents économiques et la distribution de probabilité des données observées. Dans des modèles de choix financiers, le rendement moyen d'un placement n'est pas suffisant et on introduit par exemple des probabilités d'événements rares comme la faillite d'une entreprise ou une crise boursière majeure.

#### Approche structurelle et approche en forme réduite
On oppose souvent l'approche structurelle à l'approche en forme réduite. Dans l'approche structurelle, l'économètre part d'un modèle économique formel et cherche à identifier et estimer les paramètres du modèle à partir d'observations de certaines quantités prédites par le modèle. Par exemple, dans un modèle de demande, les paramètres de la fonction d'utilité des consommateurs déterminent la courbe de demande sur un marché ; en observant la quantité de demande à différents niveaux de prix, il s'agit alors d'estimer les paramètres de la fonction d'utilité qui pourraient donner lieu à ces niveaux de demande. De même dans un modèle d'offre, dans lequel la quantité d'offre sur un marché dépend notamment de paramètres de la fonction de production des entreprises sur ce marché, l'observation des quantités d'offre permet sous certaines conditions d'identifier les paramètres de la fonction de production sur ce marché.
Dans l'approche structurelle, le modèle économique prédit une relation précise entre les données observées par l'économètre (par exemple les quantités de demande à certains niveaux de prix) et les paramètres que l'on cherche à estimer (par ex. les paramètres de la fonction d'utilité des consommateurs). En observant l'un, on peut donc estimer l'autre relativement précisément. Mais le risque de l'approche structurelle réside dans le fait qu'avec un modèle économique différent, les mêmes données donneraient lieu à des paramètres estimés différents. La qualité de l'estimation des paramètres dépend donc de l'utilisation du modèle économique approprié et donc à des hypothèses fortes qu'il n'est pas toujours possible de défendre autrement que par des arguments de plausibilité.
Dans l'approche en forme réduite, au lieu d'estimer toutes les équations ou paramètres d'un modèle, l'économètre estime une version simplifiée du modèle,. Il s'agit moins d'obtenir une quantification précise et davantage de déterminer si deux quantités ou objets d'études dépendent positivement ou négativement l'un de l'autre, souvent de manière causale (par ex. savoir si une année supplémentaire à l'école entraîne une diminution du risque de grossesse pendant l'adolescence). L'avantage de cette approche est d'être plus agnostique et donc plus robuste à l'utilisation d'un modèle économique erroné; en contre-partie, la quantification est moins précise, et l'on ne peut pas nécessairement utiliser les données pour distinguer les mécanismes économiques en jeu.

## Économétrie théorique
L'objectif de l'économétrie théorique est de déterminer quelles conclusions peuvent être tirées à partir des données et d'un ensemble d'hypothèses. Les problèmes peuvent être séparés en deux grandes classes : les problèmes d'identification et les problèmes d'inférence statistique. Les problèmes d'identification visent à déterminer quelles conclusions pourraient être obtenues si on observait une quantité infinie de données. À l'inverse, les problèmes d'inférence statistique (ou d'estimation) cherchent à déterminer quelles conclusions peuvent être tirées à partir d'un nombre fini d'observations.

### Identification
Dans un article de 1949 intitulé « Identification problems in economic model construction », Tjalling Koopmans définit la notion d'identification comme l'étude des conclusions que l'on pourrait tirer si l'on connaissait la distribution de probabilités des observations.
Historiquement, la notion d'identification s'est construite autour du problème de simultanéité. Le problème de simultanéité vient notamment lorsque l'on veut identifier la courbe d'offre et la courbe de demande à partir de l'observation des quantités échangées sur un marché et des prix.

### Modèle causal de Neyman et Rubin et méthodes quasi-expérimentales
Parmi les approches non-structurelles, un programme de recherche s'est développé autour de l'évaluation des politiques publiques et du modèle causal de Neyman-Rubin. Dans ce programme de recherche, on considère un modèle économique très simple dans lequel on définit pour chaque individu deux variables d'intérêt, l'une qui correspond au cas où l'individu ne reçoit pas le traitement (ie la politique que l'on souhaite évaluer) et l'autre qui correspond au cas où l'individu reçoit ce traitement. Pour chaque individu, l'une des deux variables est observée et l'autre est contrefactuelle. On attribue généralement ce modèle à Donald Rubin et Jerzy Neyman. Dans ce programme de recherche, on cherche soit à organiser des expériences aléatoires à grande échelle pour évaluer l'effet du traitement, soit à trouver des situations quasi-expérimentales permettant d'évaluer l'effet du traitement de manière convaincante,.
Dans la littérature sur l'évaluation des politiques publiques, les expériences de terrain sont considérées comme la méthode la plus pertinente pour évaluer l'effet d'une politique publique. Ces méthodes sont de plus en plus populaires, et, corrélativement, considérés comme les plus fiables à tel point qu'on parle parfois de révolution de crédibilité, terme controversé.

## La microéconométrie et la quantification des décisions des agents économiques

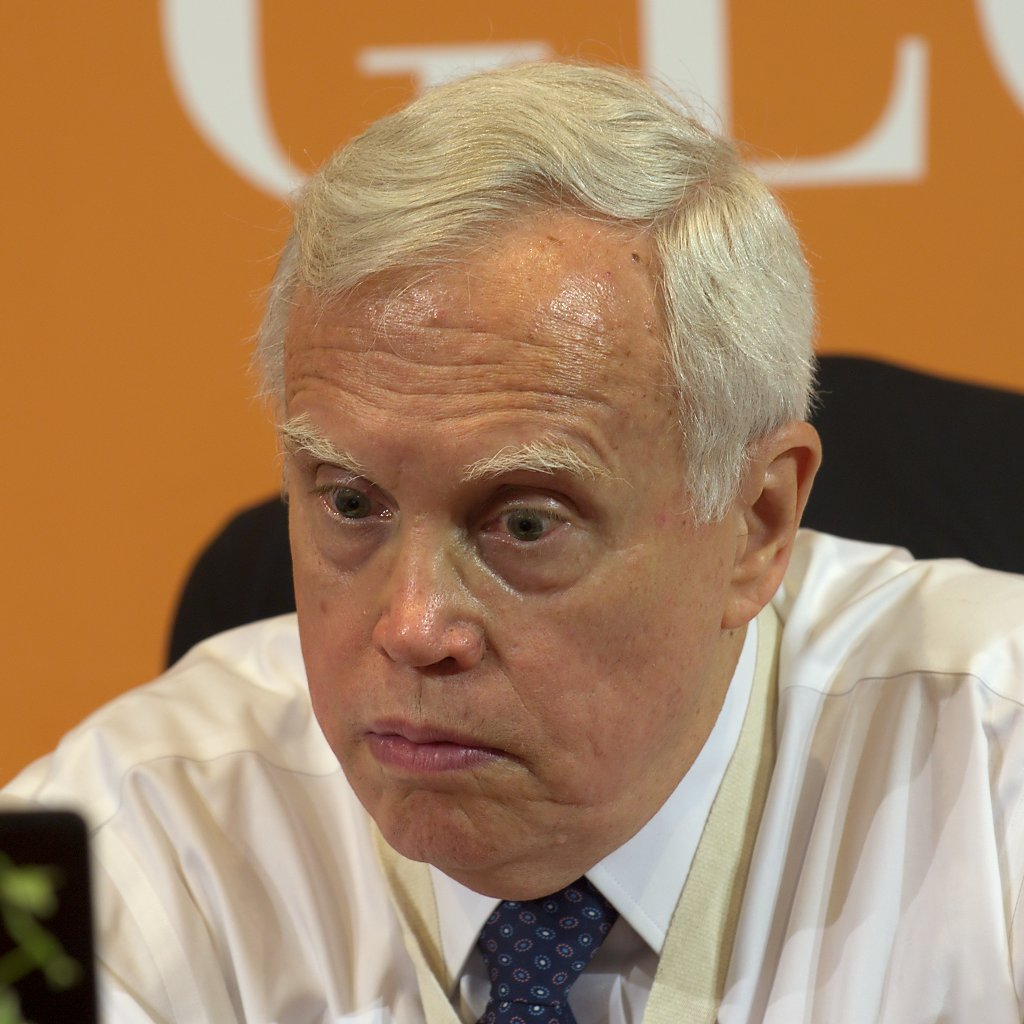
James Heckman a joué un rôle important dans le développement de la microéconométrie et a obtenu le prix Nobel d'économie en 2000 avec Daniel McFadden.

### Économétrie de la production et de la demande
La microéconométrie étudie empiriquement les comportements des agents économiques à partir d'observations produites par les instituts de statistique, les administrations ou les entreprises. Le premier type d'agent économique est constitué par les entreprises, et on étudie les fonctions de production qui résument les relations technico-économiques entre les quantités produites et les quantités de facteurs de production (travail, matières premières, capital, etc.) ou les fonctions de coût qui relient le coût de production aux quantités produites et aux prix des facteurs de production. Ces secondes relations ont un caractère plus économique car elles incorporent la stratégie de minimisation des coûts de l'entreprise. Les consommateurs constituent le second type d'agent économique ; on examine les dépenses qu'ils consacrent à différents types de biens et leur épargne. La fonction de demande d'un bien exprime la dépense consacrée à ce bien en fonction de son prix, du revenu du ménage, de caractéristiques socio-démographiques, de prix de biens substituts, etc. En général, le ménage est l'unité de l'observation, mais certains modèles très fins examinent le processus de décision au sein même du ménage.

### La microéconométrie du marché du travail

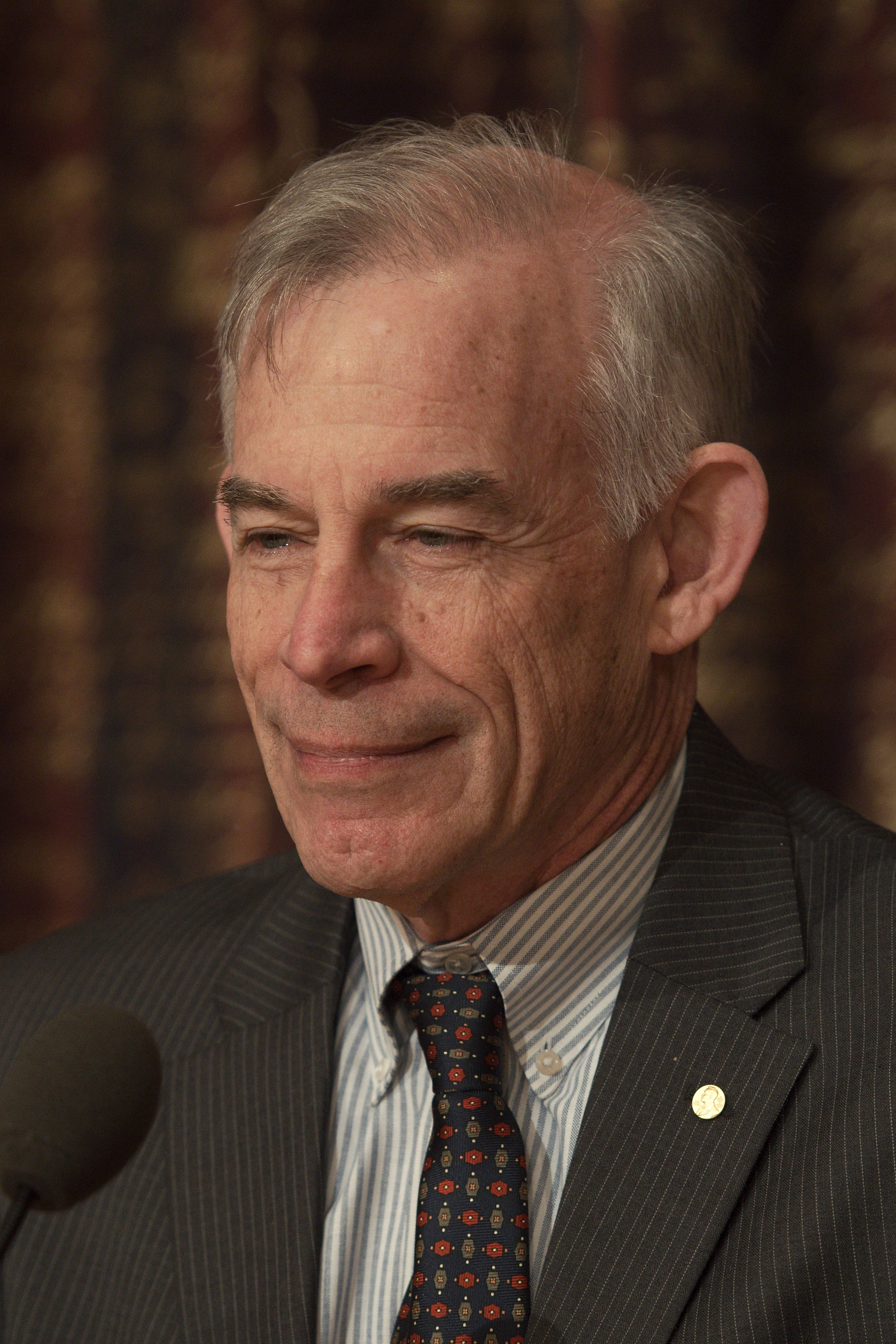
Christopher A. Sims a reçu le prix Nobel d'économie en 2011 pour ses travaux sur la causalité en macroéconométrie et le développement des méthodes VAR.

Les différents aspects du marché du travail sont abondamment étudiés. L'importance du chômage a par exemple entraîné la réalisation de modèles de durée du chômage où cette dernière dépend des caractéristiques de l'individu, du mécanisme d'arrivée d'offres de travail, des mesures d'aide au chômeurs et du type de sortie du chômage. La figure 3 donne un exemple de résultat de ce type de modèle en présentant un taux de sortie estimé du chômage pour deux types de population. Plus généralement, les économètres (et les démographes) ont étudié les mécanismes de transition des individus entre les différents stades définissant la situation individuelle vis-à-vis du marché du travail (formation, emploi stable ou précaire, chômage, inactivité, retraite, etc.).
Une attention particulière a été portée au marché du travail des femmes, à la décision de travailler (modèles de participation) et au niveau de cette participation. Ces études ont surtout été réalisées dans les pays d'Europe du Nord où la participation féminine est plus faible et le travail à temps partiel plus développé qu'en France. Les économètres du travail s'intéressent également aux mécanismes de détermination du salaire et donc au rôle de la qualification des travailleurs. L'économie de l'éducation est un champ important de la modélisation économétrique.

### Économétrie et théorie des jeux
La référence au modèle élémentaire du marché concurrentiel n'est souvent pas pertinente pour décrire l'interaction d'un petit nombre d'agents. On utilise alors des formalisations issues de la théorie des jeux. Supposons, par exemple, que l'on souhaite étudier les réponses d'un petit nombre d'entreprises à un appel d'offres. On utilisera un modèle qui décompose le prix proposé pour chaque entreprise en un coût de production plus une marge dont l'importance dépend de la stratégie de la firme qui arbitre entre l'accroissement des bénéfices et la baisse de la probabilité de gagner le marché.

### Choix qualitatifs et biais de sélection
Les modèles de choix qualitatifs sont une composante importante des méthodes statistiques de la microéconométrie. On constate que la décision d'un agent économique repose souvent sur deux ou un nombre fini de possibilités (utiliser les transports en commun ou son véhicule personnel, acheter ou non son logement, choisir une énergie pour le chauffage de sa maison, etc.). Le but de l'étude est alors d'expliquer par un ensemble de variables ce choix dichotomique ou polytomique. De nombreux modèles ont été examinés pour traiter des choix qualitatifs en relation notamment avec la théorie microéconomique du consommateur. Les travaux de Daniel McFadden portent notamment sur cette modélisation.
L'économètre doit aussi souvent expliquer simultanément un choix qualitatif et une variable quantitative associée à ce choix. À l'occasion d'une enquête sur l'emploi, on étudie par exemple une population féminine. Certaines femmes travaillent et leur salaire est observable. Celles qui ne travaillent pas (par choix ou par contrainte) ont toutefois un salaire potentiel (ou latent) par nature inobservable. Il serait incorrect de négliger dans l'étude du salaire le fait que ce dernier n'est observé que pour une certaine catégorie de salariées ; ce biais de sélection doit être corrigé par des méthodes statistiques adaptées. Ces méthodes ont été développées en particulier par James Heckman.
De tels traitements de données sont habituels en statistique, mais l'originalité de l'économétrie au sein de la recherche en statistique est de considérer les mauvaises qualités des données (données partiellement observées, non-réponses, etc.) comme résultant en partie de décisions de comportement des agents économiques et comme une caractéristique essentielle du phénomène étudié. Ainsi que nous l'avons déjà souligné, un élément important de cette modélisation consiste à introduire des variables aléatoires inobservables, caractéristiques de l'hétérogénéité individuelle et explicatives en particulier des biais de sélection.

## La macroéconométrie et la dynamique des grandeurs économiques
Les données macroéconomiques ou financières sont généralement des séries chronologiques, c'est-à-dire des grandeurs observées à des périodes de temps différentes. L'objectif est d'analyser la dynamique des variables considérées, plus précisément, leur évolution, la propagation de la variation de l'une d'entre elles sur les autres, leurs causalités, leurs variations saisonnières. L'étude approfondie de ces phénomènes dynamiques est une composante essentielle de l'économétrie.

### L'évolution temporelle d'une série économique
Le point de vue le plus simple et le plus descriptif est le traitement d'une unique variable observée à des périodes différentes. On étudie les interdépendances temporelles de cette variable de manière à modéliser sa valeur en t en fonction de ses réalisations à des périodes antérieures.

### Les modèles V.A.R. (vectoriels autorégressifs)
L'élaboration de modèles dynamiques complexes examinant plusieurs séries conjointement étudie la détermination d'une variable par sa propre histoire et par le passé d'autres grandeurs. Les modèles vectoriels autorégressifs (V.A.R.) constituent à cet égard une classe de modèles très populaire en économétrie.

### La non-stationnarité des phénomènes économiques
Un ensemble de séries chronologiques est qualifié de stationnaire si le mécanisme générateur de ces variables ne se modifie pas dans le temps. La stationnarité implique par exemple que l'effet à six mois d'une hausse des prix sur les salaires a été de la même nature dans les années 1970 et dans les années 1990, ce qui est certainement faux. En général, les séries économiques ne satisfont pas la condition de stationnarité. La non-stationnarité est encore un moyen de prendre en compte la spécificité de chaque période. Ce n'est qu'au début des années 1980 que l'étude explicite de la non-stationnarité a figuré au premier plan de la recherche économétrique.

### Les phénomènes de rupture
Dans les modèles de rupture, les relations elles-mêmes ou les paramètres qui les caractérisent peuvent se modifier. Ces modèles répondent à ce que l'on appelle la critique de Robert E. Lucas (Prix Nobel en 1995), qui peut se résumer par l'argument suivant : une mesure de politique économique va avoir un double effet ; un effet direct, décrit par les relations (si le revenu des ménages augmente la consommation augmente) et un effet sur les comportements des consommateurs (les arbitrages consommation-épargne vont se modifier) qui se traduit par une modification des relations. Ces deux effets peuvent se compenser et rendre difficile la prévision macroéconomique. Formellement, les modèles de rupture se ramènent à des relations non linéaires parfois discontinues entre variables.
Les années 1970 consacrent également la remise en cause des modèles macroéconométriques traditionnels. Notamment parce que, à la suite de leur inefficacité à expliquer et prévoir la stagflation consécutive aux chocs pétroliers, ils seront accusés de ne pas posséder suffisamment de fondations microéconomiques. Lucas montre par exemple dès 1972 le lien entre les anticipations des agents économiques et la variation des coefficients structurels des modèles macroéconométriques. Sa conclusion est alors que toute mesure de politique économique conduit à un changement dans le comportement des agents, et que par conséquent, ces agents sont à même de contrer les politiques gouvernementales en les anticipant. Ce qui réduit considérablement l'intérêt des politiques budgétaires et monétaires.

## Applications de l'économétrie

### Croissance économique
En économie de la croissance, Gregory Mankiw, David Romer et David Weil utilisent un modèle de régression linéaire pour tester empiriquement la pertinence du modèle de Solow. Ils montrent que le modèle de Solow augmenté du capital humain est cohérent avec les données observées.

### Développement
Daron Acemoglu, Simon Johnson et James Robinson utilisent une régression linéaire pour estimer l'effet des institutions sur le développement actuel des pays.

### Criminalité
Dès 1975, Isaac Ehrlich a utilisé des méthodes économétriques pour mesurer l'effet dissuasif de la peine de mort.
Steven Levitt utilise un modèle linéaire à variables instrumentales pour estimer l'effet causal du nombre de policiers sur la criminalité.

### Éducation
Il existe une importante littérature sur les choix éducatifs et l'estimation des rendements privés de l'éducation. Michael Keane et Kenneth Wolpin estiment un modèle de choix d'éducation et d'occupation pour une cohorte d'hommes américains nés en 1979. Ils montrent que leur modèle permet d'obtenir des prédictions cohérentes avec les données.
Il existe aussi de nombreux travaux cherchant à trouver les déterminants de la réussite scolaire. Parmi ces travaux, certains portent sur la taille des classes. Joshua Angrist et Victor Lavy (en) ont utilisé une méthode de régression sur discontinuité pour évaluer l'effet causal de la taille des classes sur la réussite scolaire des enfants à partir des données israéliennes. Les auteurs utilisent la règle de Maïmonide qui veut qu'il n'y ait pas plus de 40 élèves par classe comme une expérience naturelle pour trouver des variations de la taille des classes indépendantes du niveau des élèves.

### Entreprises et productivité
Une frange significative de l'économétrie s'attache à l'estimation des fonctions de productions. On peut prendre l'exemple de l'article de Steven Olley et Ariél Pakes.
La fonction de production d'une entreprise détermine comment l'entreprise transforme des ressources, appelées facteurs de production (par exemple, de capital et de travail), en produits finis. L'estimation de la fonction de production de chaque entreprise permet de mesurer sa productivité, c'est-à-dire le rapport entre la quantité de ressources utilisées et la quantité de biens ou services produits. Avec cette estimation, il devient alors possible de mesurer non seulement la productivité moyenne des entreprises d'un secteur et son évolution dans le temps, mais aussi de mesurer les écarts de productivité, par exemple entre les entreprises d'un même secteur, ou d'étudier la contribution de chaque entreprise à la productivité de son secteur ou de l'économie en général.
L'estimation économétrique des fonctions de production n'est pas forcément simple. Le choix des facteurs de production par une entreprise n'est pas indépendant de son niveau de productivité, cela implique qu'une application directe de la méthode des moindres carrés donnerait des résultats statistiquement biaisés. Pour remédier à cela, Olley et Pakes furent les pionniers d'une sous-branche qui suggère d'autres techniques d'estimation, reposant notamment sur une approche avec variable instrumentale.

### Histoire économique
La cliométrie est une école d'histoire économique quantitative utilisant les méthodes de l'économétrie pour comprendre l'histoire.

## Controverses

### Controverse entre les défenseurs du modèle causal de Neyman et Rubin et les défenseurs de l'économétrie structurelle
Il existe une controverse  entre les tenants d'un programme d'économétrie structurelle au sens fort et les défenseurs des méthodes quasi-expérimentales et du modèle causal de Neyman et Rubin. Par exemple en 2010 dans le Journal of Economic Perspectives, les économètres Joshua Angrist et Jörn-Stephen Pischke défendent l'idée que l'économétrie est devenue crédible grâce au développement des méthodes quasi-expérimentales et de l'approche de Neyman et Rubin. À l'inverse, Michael Keane défend l'ambition du programme structurel et l'idée qu'il est nécessaire d'avoir un modèle économique pour interpréter les paramètres estimés et faire des analyses ex ante des politiques publiques.

## Revues spécialisées
- Econometrica
- Journal of Econometrics
- Journal of Applied Econometrics
- The Econometrics Journal

### Articles fondamentaux
- (en) Ragnar Frisch, « Editor's Note », Econometrica, vol. 1, no 1,‎ janvier 1933, p. 1-4 (JSTOR 1912224)
- (en) Trygve Haavelmo, « The Probability Approach in Econometrics », Econometrica, vol. 12,‎ juillet 1944, iii-vi+1-115 (JSTOR 1906935)
- (en) Tjalling C. Koopmans, « Identification problems in economic model construction », Econometrica,‎ 1949, p. 125-144 (JSTOR 1905689)
- (en) James Heckman, « Sample Selection Bias as a Specification Error », Econometrica,‎ 1979, p. 153-161 (JSTOR 1912352)
- (en) James Heckman et Burton Singer, « A Method for Minimizing the Impact of Distributional Assumptions in Econometric Models for Duration Data », Econometrica,‎ 1984, p. 271-320 (JSTOR 1911491)
- (en) John Rust, « Optimal Replacement of GMC Bus Engines: An Empirical Model of Harold Zurcher », Econometrica, vol. 55, no 5,‎ 1987, p. 999–1033 (DOI 10.2307/1911259, JSTOR 1911259)
- (en) Joshua D. Angrist et Alan B. Krueger, « Chapter 23 – Empirical Strategies in Labor Economics », dans Handbook of Labor Economics, 1999 (DOI 10.1016/S1573-4463(99)03004-7)

### Ouvrages
- (en) Charles Manski, Identification Problems in the Social Sciences, Harvard University Press, 1995
- (en) Charles Manski, Partial Identification of Probability Distributions, Springer-Verlag, 2003

### Manuels et introductions
- Régis Bourbonnais, Econométrie, Dunod, 11e Edt., 2021, 416 p.
- Edmond Malinvaud, Méthodes statistiques de l'économétrie, Dunod Saint-Amand, 1964, 1re éd., 634 p.
- Christian Gouriéroux et Alain Monfort, Statistique et modèles économétriques, vol. 1, Economica, 1995, 2e éd. (1re éd. 1989)
- Christian Gouriéroux et Alain Monfort, Statistique et modèles économétriques, vol. 2, Economica, 1995, 2e éd. (1re éd. 1989)
- (en) Jeffrey Wooldridge, Econometric Analysis of Cross Section and Panel Data, Cambridge, MIT Press, 2002, 7e éd., 776 p. (ISBN 978-0-262-23219-7, LCCN 2001044263, lire en ligne)
- (en) Fumio Hayashi, Econometrics, Princeton University Press, 2000, 690 p.
- Luc Behaghel, Lire l'économétrie, Paris, La Découverte, 7 août 2006, 120 p. (ISBN 978-2-7071-4748-6)
- Brigitte Dormont, Introduction à économétrie, Paris, Montchrestien, 2007, 518 p. (ISBN 978-2-7076-1398-1)
- (en) Jeffrey Wooldridge, Introductory Econometrics : A Modern Approach, South-Western, Division of Thomson Learning, 2008, 4e éd., 865 p. (ISBN 978-0-324-78890-7, LCCN 2008921832)
- (en) Colin Cameron et Pravin Trivedi, Microeconometrics : Methods And Applications, Cambridge University Press, 2005, 1056 p. (ISBN 978-0-521-84805-3, lire en ligne)
- (en) Joshua Angrist et Jörn-Steffen Pischke, Mostly Harmless Econometrics : An Empiricist's Companion, Princeton, Princeton University Press, 2008, 392 p. (ISBN 978-0-691-12035-5, LCCN 2008027917)
- (en) William Greene, Econometric Analysis, Harlow (homonymie), Pearson Education, 2011, 7e éd., 1232 p. (ISBN 978-0-273-75356-8, OCLC 712554018)
- Claudio Araujo, Jean-François Brun et Jean-Louis Combes, Econométrie : licence, master, Rosny, Bréal, 2008, 2e éd., 312 p. (ISBN 978-2-7495-0301-1)
- Valérie Mignon, Econométrie : théorie et applications, Economica, 2008, 400p.

### Sources
- (en) N. Kærgaard, « The earliest history of econometrics : Some neglected Danish contributions », History of Political Economy, vol. 16,‎ 1984, p. 437-444
- (en) R.J. Epstein, A History of Econometrics, Amsterdam, North Holland, 1987
- (en) Mary Morgan, The history of econometric ideas, Cambridge, UK, Cambridge University Press, 1990, 316 p. (ISBN 978-0-521-42465-3, lire en ligne)
- Alain Desrosières, La politique des grands nombres : histoire de la raison statistique, Paris, La Découverte, 1993, 2000, 456 p. (ISBN 978-2-7071-3353-3)
- (en) CF Christ, « The Cowles Commission's contributions to econometrics at Chicago, 1939-1955 », Journal of Economic Literature, vol. XXXII,‎ mars 1994, p. 30-59
- (en) Mary Morgan et David Hendry, The Foundations of econometric analysis, Cambridge, UK, Cambridge University Press, 1995 (ISBN 0-521-58870-7)
- Alain Pirotte, L'Économétrie : des origines aux développements récents, Paris, CNRS, 2004, 242 p. (ISBN 978-2-271-06231-4)
- (en) Philippe Le Gall, A History of Econometrics in France : From Nature to Models, Londres, Routledge, 2006, 1re éd., 296 p. (ISBN 978-0-415-32255-3)
- (en) John Geweke, Joel Horowitz et Hashem Pasaran, « Econometrics: A Bird’s Eye View », CESifo Working Paper Series, no 1870,‎ 2006
- Stephen Thomas Ziliak et Deirdre McCloskey, Le culte de la significativité statistique, 2008
- (en) Steven Levitt et Stephen Dubner, Freakonomics : A Rogue Economist Explores the Hidden Side of Everything, William Morrow, 2005, 242 p.